# نیکی رید
نیکول هاستون رید (انگلیسی: Nikki Houston reed؛ زاده ۱۷ مهٔ ۱۹۸۸) معروف به نیکی رید یک هنرپیشه اهل ایالات متحده آمریکا است. زندگی حرفه ای وی از سال ۲۰۰۳ و با بازی در فیلم سیزده به کارگردانی کاترین هاردویک شروع و تا کنون ادامه داشته است. بیشتر شهرت او به خاطر بازی در نقش رُزالی هیل در سری فیلم های توایلایت(گرگ و میش) است. او در سال ۲۰۱۵ با ایان سامرهلدر بازیگر نقش دیمن سالواتور در خاطرات خون اشام ازدواج کرد و در سال ۲۰۱۷ خبر بچه دار شدنشان را رسمی کردند. وی همچنین در موزیک ویدیو Til It Happens to you لیدی گاگا در نقش یک قربانی تجاوز جنسی ایفای نقش کرده‌است.

## فیلم‌شناسی
| فیلم                        | نقش                | سال  | یادداشت                 |
| --------------------------- | ------------------ | ---- | ----------------------- |
| سیزده (فیلم ۲۰۰۳)           | ایوی زامورا        | ۲۰۰۳ | همچنین نویسنده          |
| مرد خدا                     | زین برگ            | ۲۰۰۵ |                         |
| اربابان داگ تاون            | کتی آلوا           | ۲۰۰۵ |                         |
| تفنگ آمریکایی               | شمارش              | ۲۰۰۵ |                         |
| اولین بار مینی              | مینروا "مینی" دروگ | ۲۰۰۶ |                         |
| له شدن گیلاس                | شی بتنکورت         | ۲۰۰۷ |                         |
| گرگ و میش                   | رُزالی هیل          | ۲۰۰۸ |                         |
| غریبه‌های آشنا               | آلیسون             | ۲۰۰۸ |                         |
| گرگ‌ومیش: ماه نو             | رُزالی هیل          | ۲۰۰۹ |                         |
| آخرین روز تابستان           | استفانی            | ۲۰۰۹ | همچنین تهیه‌کننده اجرایی |
| گرگ‌ومیش: خسوف               | رُزالی هیل          | ۲۰۱۰ |                         |
| نامه زنجیره‌ای               | جسی کمبل           | ۲۰۱۰ |                         |
| ممتاز                       | لورن کارینگتون     | ۲۰۱۰ |                         |
| گرفتن .۴۴                   | کارا               | ۲۰۱۱ |                         |
| گرگ‌ومیش: سپیده‌دم – قسمت اول | رُزالی هیل          | ۲۰۱۱ |                         |
| گرگ‌ومیش: سپیده‌دم – قسمت دوم | رُزالی هیل          | ۲۰۱۲ |                         |
| محدوده سلطه                 | لیزت               | ۲۰۱۳ |                         |
| گروگان                      | آماندا             | ۲۰۱۳ |                         |
| وارد ذهن خطرناک شوید        | وندی               | ۲۰۱۳ |                         |
| توپ‌های بیرون                | مردیث داونز        | ۲۰۱۴ |                         |
| در چشمان تو                 | دونا               | ۲۰۱۴ |                         |
| قتل یک گربه                 | گرتا               | ۲۰۱۴ |                         |
| درباره پیشاهنگ              | جورجی              | ۲۰۱۵ |                         |
| جک به خانه می‌رود            | کریستال            | ۲۰۱۶ | همچنین تهیه‌کننده مشترک  |
| یک اسب یک‌شنبه               | دبی والدن          | ۲۰۱۶ |                         |

| سریال             | نقش         | سال       | یادداشت |
| ----------------- | ----------- | --------- | ------- |
| OC (او سی)        | سدی کمبل    | ۲۰۰۶      | قسمت ۶  |
| عدالت             | مولی لاروسا | ۲۰۰۶      | قسمت ۱  |
| خواب آلود تو خالی | بتسی راس    | ۲۰۱۵-۲۰۱۶ | قسمت ۱۵ |
| صورت عروسکی       | برونوین     | ۲۰۱۹      | قسمت ۱  |
| جنگ‌های وی         | ریچل سوان   | ۲۰۱۹      | قسمت ۵  |

| نام                               | هنرمند                      | سال  | یادداشت         |
| --------------------------------- | --------------------------- | ---- | --------------- |
| فقط احساس بهتری                   | شاهکار سانتانا استیون تایلر | ۲۰۰۵ |                 |
| بدون گلبرگ رز و حمام حباب         | سابرینا                     | ۲۰۱۰ |                 |
| حالا که تو را پیدا کردم           | نیکی رید و پل مک دونالد     | ۲۰۱۲ | همچنین کارگردان |
| تمام چیزی که منهمیشه نیاز داشته‌ام | نیکی رید و پل مک دونالد     | ۲۰۱۲ |                 |
| دختر را پس بگیر                   | هانسون                      | ۲۰۱۳ |                 |
| تا زمانی که برای شما اتفاق می‌افتد | لیدی گاگا                   | ۲۰۱۵ |                 |
| در خیلی عمیق                      | سوی پلینگز                  | ۲۰۱۶ | همچنین کارگردان |
| عشق کجاست؟                        |                             | ۲۰۱۶ |                 |